# Martin-Luther-Gymnasium Eisleben
Das Martin-Luther-Gymnasium, kurz „MLG“, ist ein allgemeinbildendes Gymnasium in der Lutherstadt Eisleben. Die Schule ist nach dem Kirchenreformator Martin Luther benannt, der in der Stadt geboren wurde und starb.

## Geschichte

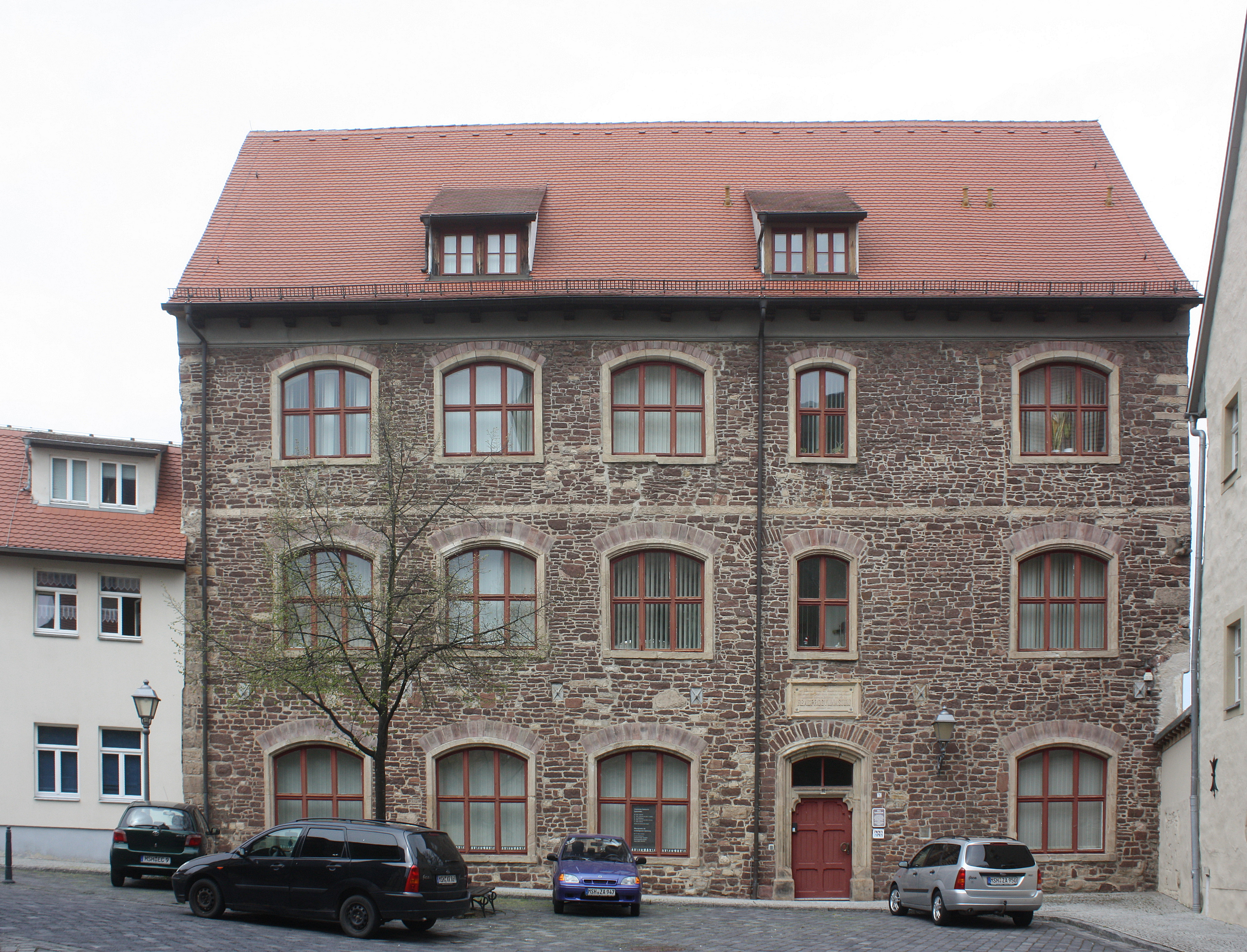
Das 1564 als Gymnasium erbaute Gebäude im Jahr 2015. Es wird 1601 durch Feuer zerstört, 1602 bis 1604 wiederhergestellt und 1886 für das Realprogymnasium ausgebaut

Die Gründung des Gymnasiums geht auf Martin Luther selbst zurück. Kurz vor seinem Tod kehrte der Reformator im Januar 1546 in seine Geburtsstadt zurück, um einen Streit der drei Mansfelder Grafen zu schlichten. Dabei erwirkte er am 16. Februar 1546 den Abschluss des Lutherschen Vertrages, der unter anderem die Gründung einer „führnehmen lateinischen Schule“ vorsah. Das erste Schulgebäude befand sich im Pfarrhaus der St. Andreaskirche.

### Gymnasium unter Kursachsen und Westphalen
1780 ist für das Gymnasium das Jahr einer Wende. Fürst Heinrich Paul Franz II. zu Fondi und Graf von Mansfeld, stirbt. Als noch im gleichen Jahr sein Sohn Josef Wenzel Nepomuk, 4. Fürst von Mansfeld aus dem Hause Vorderort-Bornstedt, mit einer Kutsche tödlich verunglückt, stirbt das Mansfelder Grafenhaus in männlicher Linie aus. Die Grafschaft fällt an die beiden Lehnsherren, den Kurfürsten von Sachsen und den Kurfürsten von Brandenburg (als Nachfolger der Erzbischöfe von Magdeburg). Eisleben verliert seinen Status als „Hauptstadt eines eigenen kleinen Staates“. Viele vornehme und reiche Familien verlassen Eisleben. Die Leitung des Gymnasiums geht auf Kursachsen über. Das Patronat wird im Namen des Kurfürsten vom Kirchenrat in Dresden ausgeübt. Die restriktive Mittelvergabe der neuen Aufsichtsbehörde wirkt sich finanziell nachteilig auf die Schule aus.
1780, dem „Schicksalsjahr“ für Eisleben, wird mit Christian David Jani ein hochgeschätzter Philologe und Pädagoge, Konrektor des Königlichen Pädagogium in Halle, noch von Fürst Heinrich Paul Franz II. zum Rektor des Gymnasiums berufen. Unter seinem Rektorat steigt die Anzahl der Schüler zu einer im 18. Jahrhundert nicht erreichten Höhe an; bereits 1783 sind es mit 185 Schülern 40 Schüler mehr als bei seinem Dienstantritt. 1783 tritt Friedrich Koenig, der spätere Buchdrucker, Unternehmer und Erfinder der Buchdruckschnellpresse, achtjährig in die Quita ein, 1790 Friedrich von Hardenberg (Novalis), der spätere Schriftsteller und Philosoph, achtzehnjährig in die Prima.
Am 12. März 1808 werden die Untertanen des sächsischen Teils der Grafschaft Mansfeld ihres Eides entbunden und müssen dem westphälischen König Hieronymus Napoleon (Jérôme Bonaparte) huldigen. Die Lehrer sind nicht länger von Einquartierungen befreit und leiden unter den Quartierkosten. Besonders 1813 fordern zuerst die Franzosen, später die Kosaken bzw. Russen hohe „Beisteuern“. Nach der Völkerschlacht bei Leipzig im Jahr 1813 löst sich das Königreich Westphalen auf. 1814 zählt die Schule weniger als 100 Schüler.

### Königliches Gymnasium zu Eisleben
Nachdem die ehemalige Grafschaft Mansfeld 1815 als Resultat des Wiener Kongresses in das Königreich Preußen eingegliedert worden war, erhält das Gymnasium den Namen „Königliches Gymnasium zu Eisleben“. Die Humboldtsche Schulreform wirkt sich in den folgenden Jahrzehnten vorteilhaft aus. Neu sind Abiturprüfungen und verbesserte Lehrpläne. Die Ausbildung wird breiter gefächert und zielt nicht mehr vorrangig auf ein Studium der Theologie oder der Jurisprudenz hin.

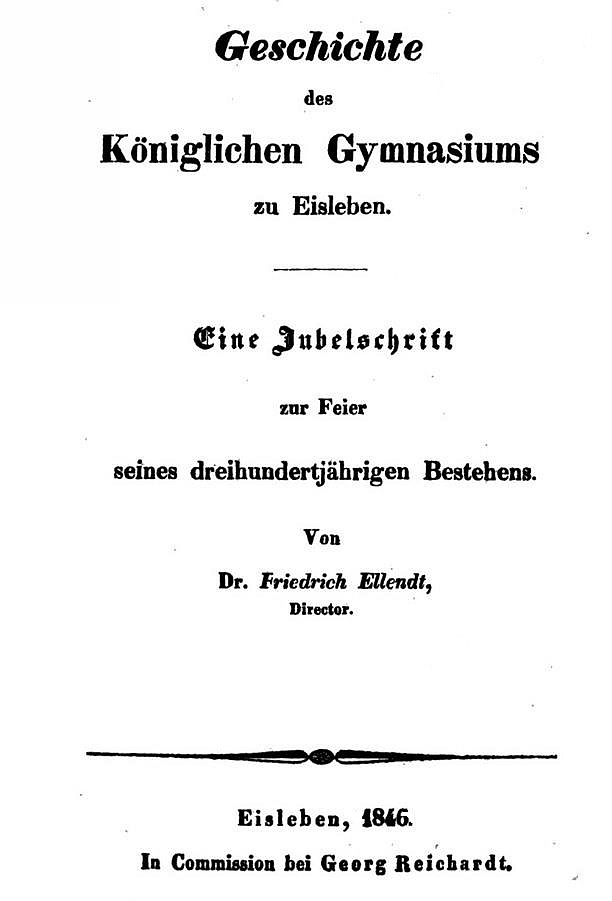
Titelblatt der „Jubelschrift“ von 1846

1819 wird der klassische Philologe Karl Wilhelm Siebdrat Direktor des Gymnasiums und bleibt es bis zu seinem Tod 1835. Seine Nachfolge tritt Friedrich Ellendt an, ebenfalls klassischer Philologe, der den Unterricht einschneidend reformiert. Er entwirft einen Lehrplan für alle Klassen und Fächer des Unterrichts, bestimmt die Frequenz der schriftlichen Arbeiten in den Fächern Latein, Griechisch, Deutsch, Französisch und Mathematik, legt einen Lektürekanon und die zu verwendenden Lehrbücher fest und erweitert die Schulbibliothek. Er setzt den Grundsatz durch, dass jedes Unterrichtsfach nur von einem bestimmten Lehrer vertreten wird. 1846 veröffentlicht Ellendt die „Geschichte des Königlichen Gymnasiums zu Eisleben: Eine Jubelschrift zur Feier seines dreihundertjährigen Bestehens“. Die Schrift ist weit mehr als eine „Jubelschrift“. Ellendt schreibt in der „Vorerinnerung“ des Buchs: „Uebrigens hofft der Verfasser, (…) dass sie einen nicht verächtlichen Beitrag zu Geschichte des gelehrten Schulwesens in Deutschland liefern werde, besonders in so fern sich dasselbe auf die Bestrebungen der Reformatoren gründete.“ Das ist ihm glänzend gelungen. Ellendt stirbt 1855.

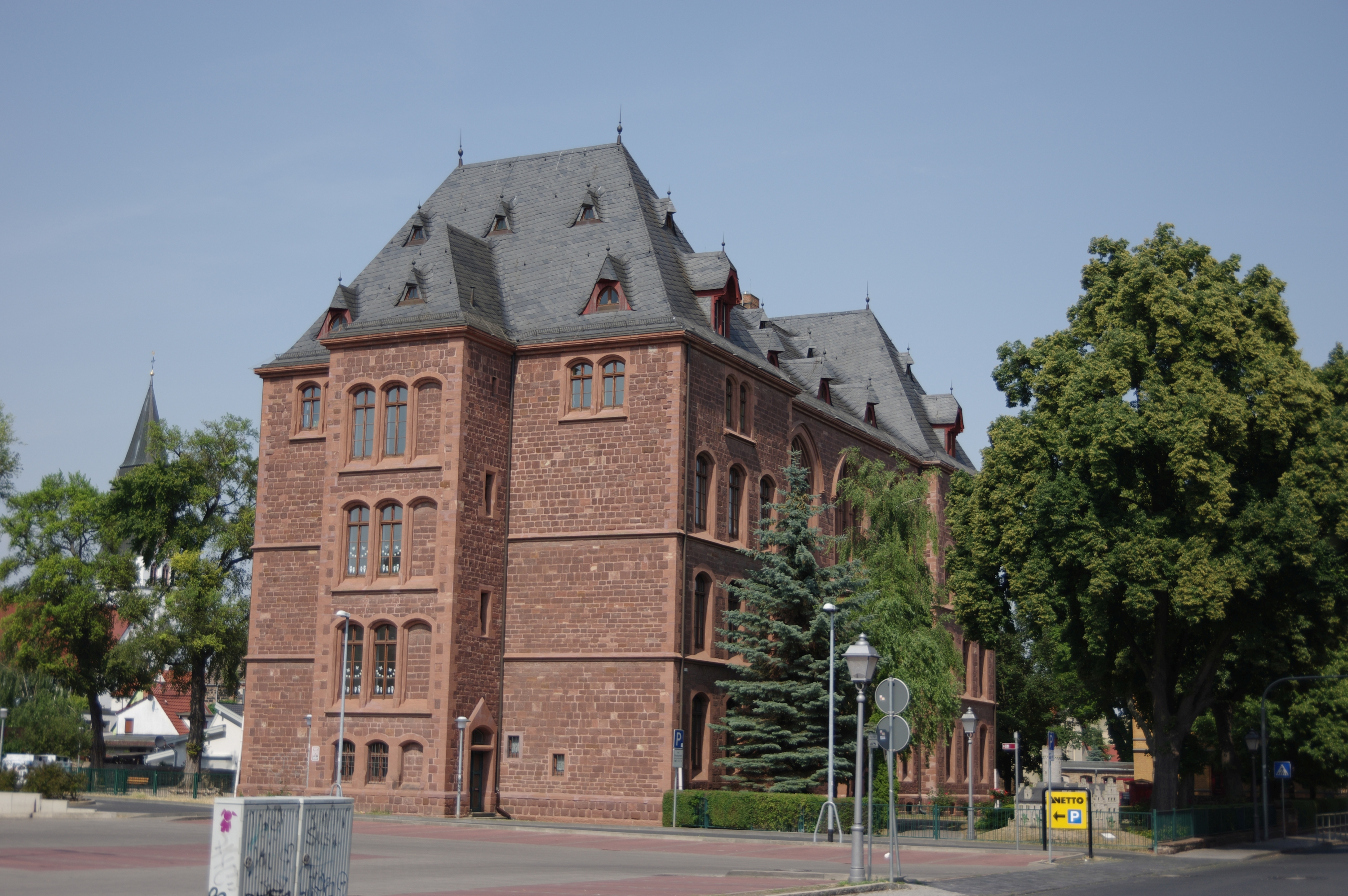
Der 1883 eröffnete Schulneubau am Schlossplatz im Jahr 2015

Von den Lehrern dieser Epoche, die sich über Eisleben hinaus einen Namen gemacht haben, ist vor allem der Mathematik- und Physiklehrer Johann Friedrich Kroll (1795–1873) zu nennen, „ein Zögling des Gymnasiums in Prenzlau und der Universität Berlin, der im Jahr 1821 am Königlichen Gymnasium sein Amt antritt. (…) Ein vielseitig gebildeter Mann, dem an Klarheit der Entwickelung wenig Lehrer gleich kommen dürften und dessen vieljährige Dienstführung ein Segen für die Anstalt ist.“ Im Jahr 1837 wird Kroll zum Professor ernannt, 1839 erscheint sein Lehrbuch Grundriß der Mathematik für Gymnasien und andere höhere Lehr-Anstalten. Behandelt werden Arithmetik, Geometrie, Stereometrie, Trigonometrie sowie Kegelschnitte. Es ist seit dem Jahr 2011 als Reproduktion zu erwerben. Kroll ist der Großvater des bekannten klassischen Philologen Wilhelm Kroll, der als Professor an verschiedenen deutschen Universitäten lehrte.
Am 31. Oktober 1883, dem Reformationstag, bezieht das Gymnasium einen Neubau auf dem Gelände des alten Eisleber Schlosses, in dem heute die Grundschule am Schlossplatz untergebracht ist. Es wird eine Festschrift „Symbolae Islebiensis“ herausgegeben mit Beiträgen des Kollegiums und der Beilage von Dr. Rothe „Laudes Lutheri“, ein lateinisches Gratulationsgedicht in 147 Hexametern. Zur 400. Wiederkehr von Luthers Geburtstag beteiligt sich die Schule an der allgemeinen Feier der Stadt mit der Weihe von Luthers Standbild auf dem Marktplatz. 1896 erscheint die Festschrift „Geschichte des Königlichen Gymnasiums zu Eisleben von 1846–1895“ von Friedrich Vollheim.

### Königliches Schullehrer-Seminar

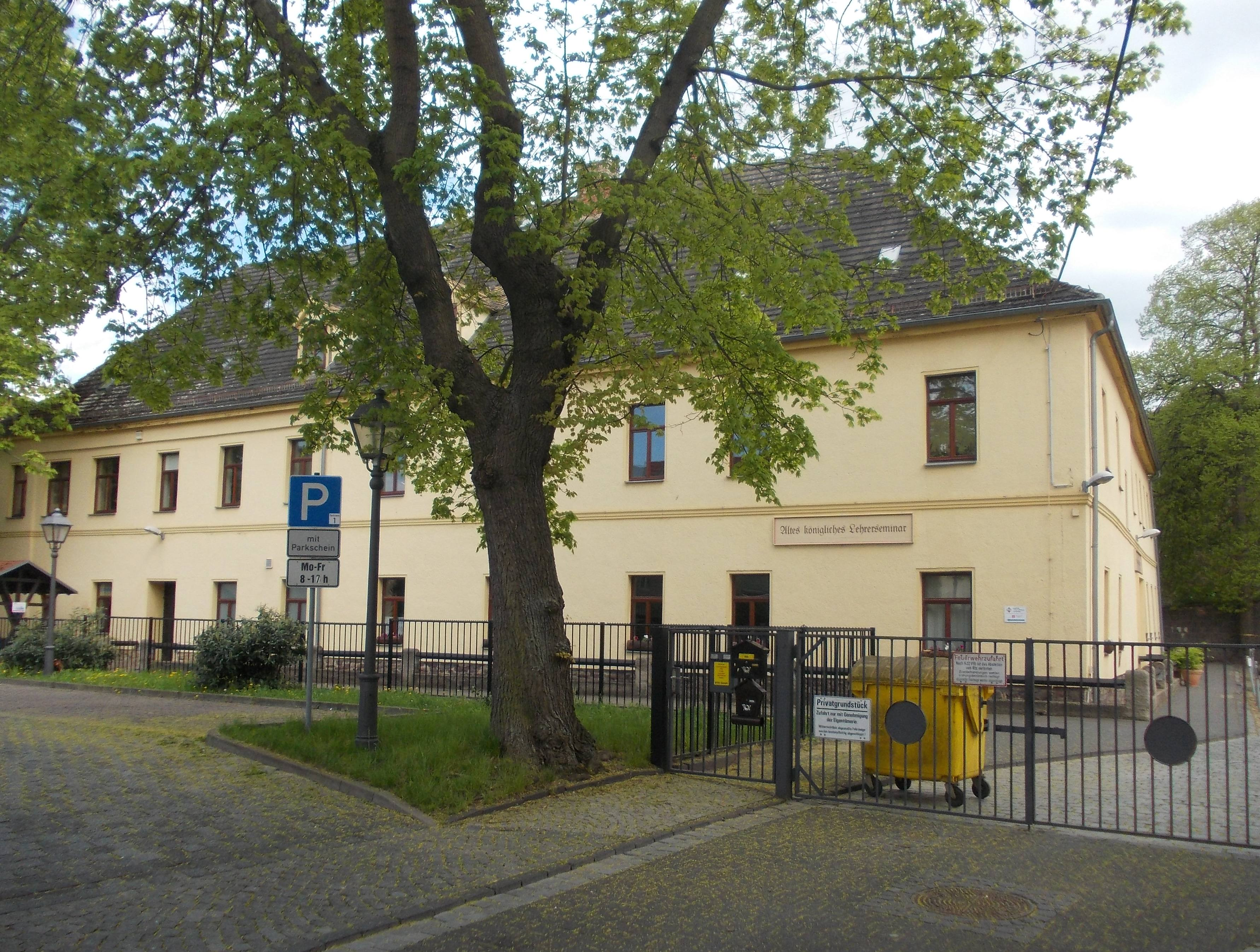
Gebäude des früheren Königlichen Schullehrer-Seminars im Jahr 2015

Ab dem Jahr 1819 geht aus dem Gymnasium schrittweise ein eigenständiges Lehrerseminar, eine Anstalt zur Ausbildung von Volksschullehrern, hervor. Als künftige Lehrer werden bevorzugt diejenigen Schüler ausgewählt, die im Schulchor des Gymnasiums und in den Kirchen die Liturgie singen, bei Begräbnissen und Hochzeiten als Sänger wirken und die Straßen als Kurrende durchziehen. Bereits 1825 wird das Lehrerseminar vom Gymnasium getrennt; die Seminaristen werden der Armenschule in Luthers Geburtshaus („Lutherschule“) überwiesen. Nach Anfängen mit 12 bis 15 Seminaristen wird es im Jahr 1838 zum Hauptseminar, zum „Königlichen Schullehrer-Seminar“, erhoben und erhält 1842 ein eigenes Schulgebäude. Insbesondere nachdem im Jahr 1868 das zweite Seminargebäude bezogen wird, steigt die Anzahl der Schüler erheblich. Bis zur Jahrhundertwende 1900 werden in Eisleben fast 1400 Lehrer am Königlichen Schullehrer-Seminar ausgebildet. Im Jahr 1911 wird für das Lehrerseminar ein repräsentativer Neubau am Scherbelberg eingeweiht. Die Neuregelung des Lehrerausbildungswesens nach dem Ersten Weltkrieg beeinflusst entscheidend das Seminar; ab 1920 werden keine Schüler mehr aufgenommen und durch Erlass vom 7. Oktober 1924 werden die Lehrerseminare in Preußen aufgelöst. Die in Eisleben noch bestehenden Kurse laufen mit der Abschlussprüfung 1926 aus.

### Oberrealschule

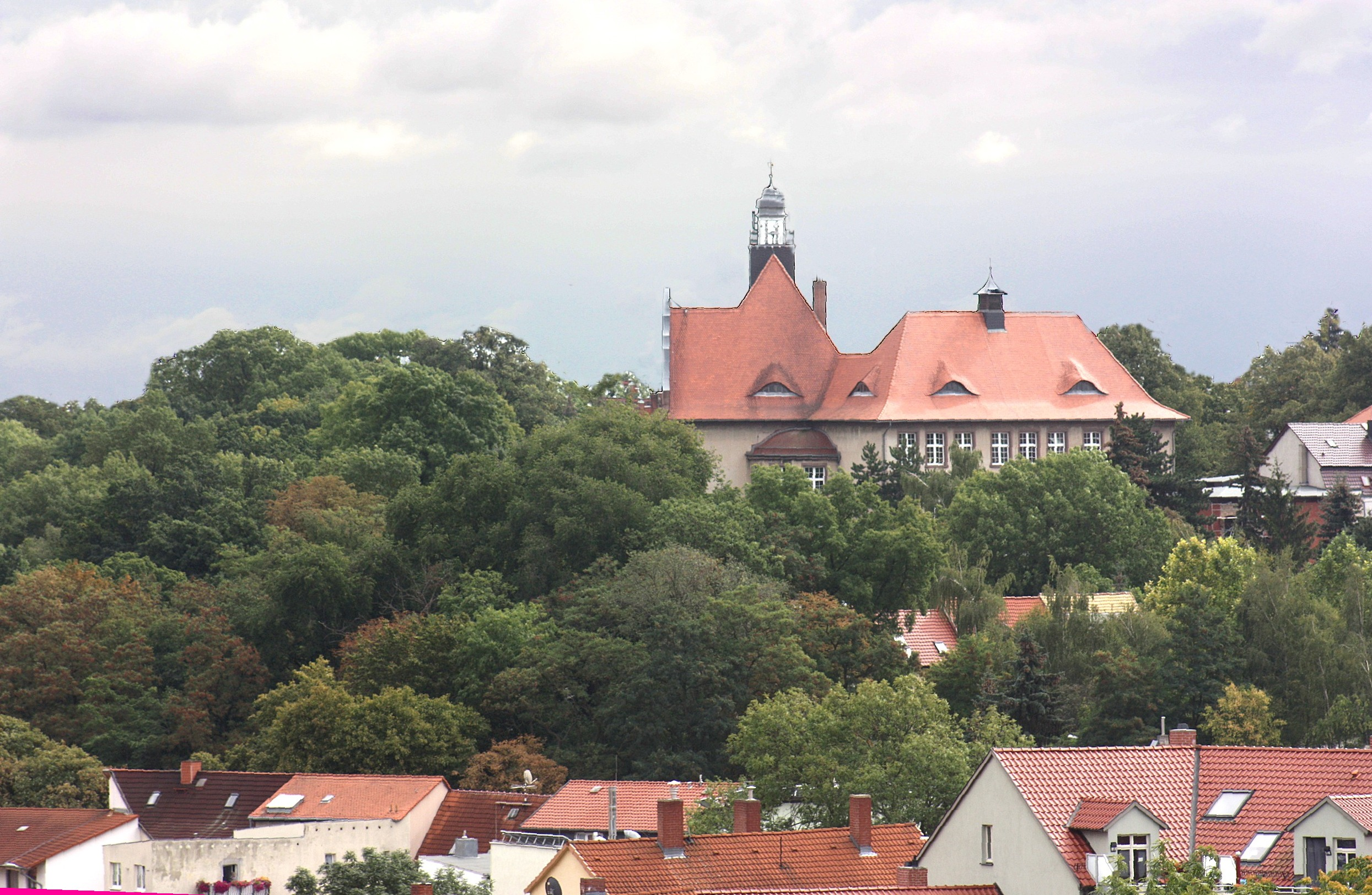
Blick zur Geschwister-Scholl-Schule, die 1909 als Oberrealschule eingeweiht wird

1870 wird mit der Städtischen Realschule eine weitere höhere Schule neben Gymnasium und Lehrerseminar gegründet, die bis zum Jahr 1887 zu einer neunstufigen Schule ausgebaut wird. Sie wird zur Oberrealschule und zieht 1909 in einen architektonisch bemerkenswerten Neubau am Stadtgraben ein. In diesem Gebäude befindet sich heute die Grundschule Geschwister Scholl. Ab 1910 werden die Schüler der Oberrealschule bis zur Reifeprüfung geführt.

### Luthergymnasium

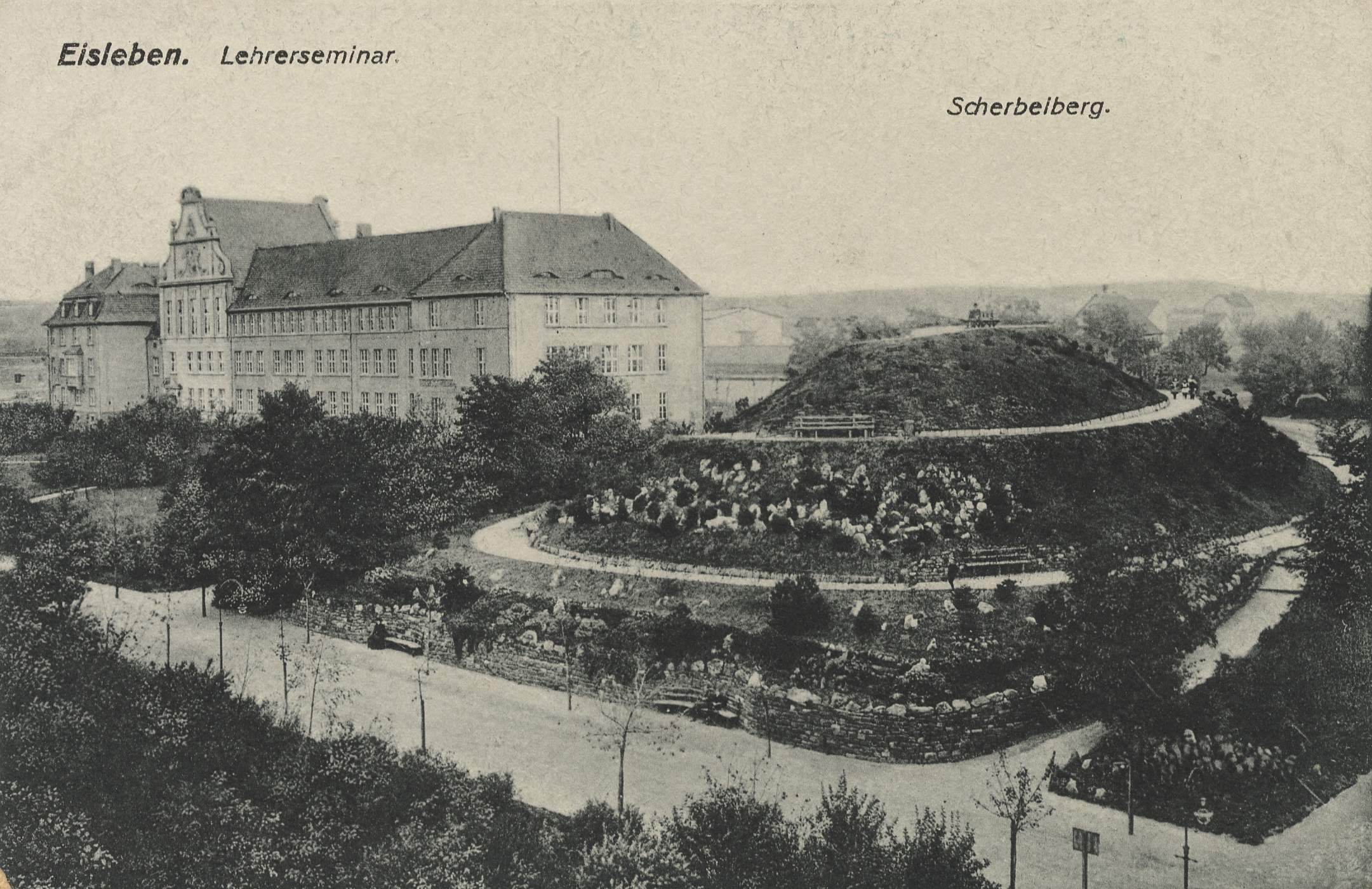
Postkarte, die das 1911 erbaute Gebäudes des Lehrerseminars am Scherbelberg zeigt, in das die Staatliche Lutherschule 1929 einzieht

Den Antrag des Gymnasiums, sich künftig „Luthergymnasium“ nennen zu dürfen, genehmigt der preußische Kultusminister im Jahr 1907. Einen Neubau erhält 1910/1911 auch das Lehrerseminar. Mit Beginn des Ersten Weltkriegs 1914 melden sich insbesondere Lehrer des Gymnasiums freiwillig zum Kriegsdienst, unter ihnen der Direktor Schenck. Gymnasiasten, die sich freiwillig zu Waffendienst oder zur Krankenpflege melden, erhalten ein „Notabitur“. Über 200 ehemalige Schüler verlieren an den Fronten ihr Leben. Nach Kriegsende werden für die Kriegsteilnehmer besondere Bestimmungen an der Schule erlassen, „die sie in ihrer geistigen Weiterbildung fördern sollen“.
Durch Erlass von 1924 genehmigt das Ministerium, dass das Luthergymnasium ab Ostern 1924 stufenweise mit der Sexta beginnend in ein Reformreal-Gymnasium mit Englisch als erster Fremdsprache umgestaltet wird. Diese Umstellung wirkt sich auf die Schülerzahl günstig aus. Von Ostern 1924 steigt die Anzahl der Schüler von 128 vor Abschluss des Schuljahres auf 145.

### Staatliche Lutherschule
1929 werden Luthergymnasium und Oberrealschule (nach erbittertem Streit) zur „Staatlichen Lutherschule“ vereinigt. Somit ist das heutige Martin-Luther-Gymnasium ein Nachfolger beider Schulen. Nach diesem Zusammenschluss zieht die lokal Jahrzehnte als „StaaLu“ bezeichnete Schule in das Haus des ehemaligen Lehrerseminars am Scherbelberg ein. Damit beginnt eine neue Etappe der Schulgeschichte. Neben der Fortführung der Tradition des klassisch-humanistischen Gymnasiums wird der mathematisch-naturwissenschaftliche Unterricht intensiviert. 1931 erscheint eine Schrift über die Geschichte des Gymnasiums. Die nationalsozialistische Herrschaft von 1933 bis 1945 indoktriniert Lehrer und Schüler. Bereits am 11. November 1933 wird der verdienstvolle Oberstudiendirektor Dr. Theodor Ebert (1881–1944), Direktor der Schule nach der Vereinigung von Luthergymnasium und Reformrealgymnasium und zuvor seit 1918 sowohl Direktor des Lehrerseminars als auch der Oberrealschule, nach § 5,1 des Gesetzes zur Wiederherstellung des Berufsbeamtentums beurlaubt. Es sind die Namen von über 240 ehemaligen Schülern bekannt, die im Zweiten Weltkrieg starben, nicht bekannt ist dagegen die Anzahl der Vermissten und nach dem Krieg in Lagern Umgekommenen.

### Martin-Luther-Oberschule

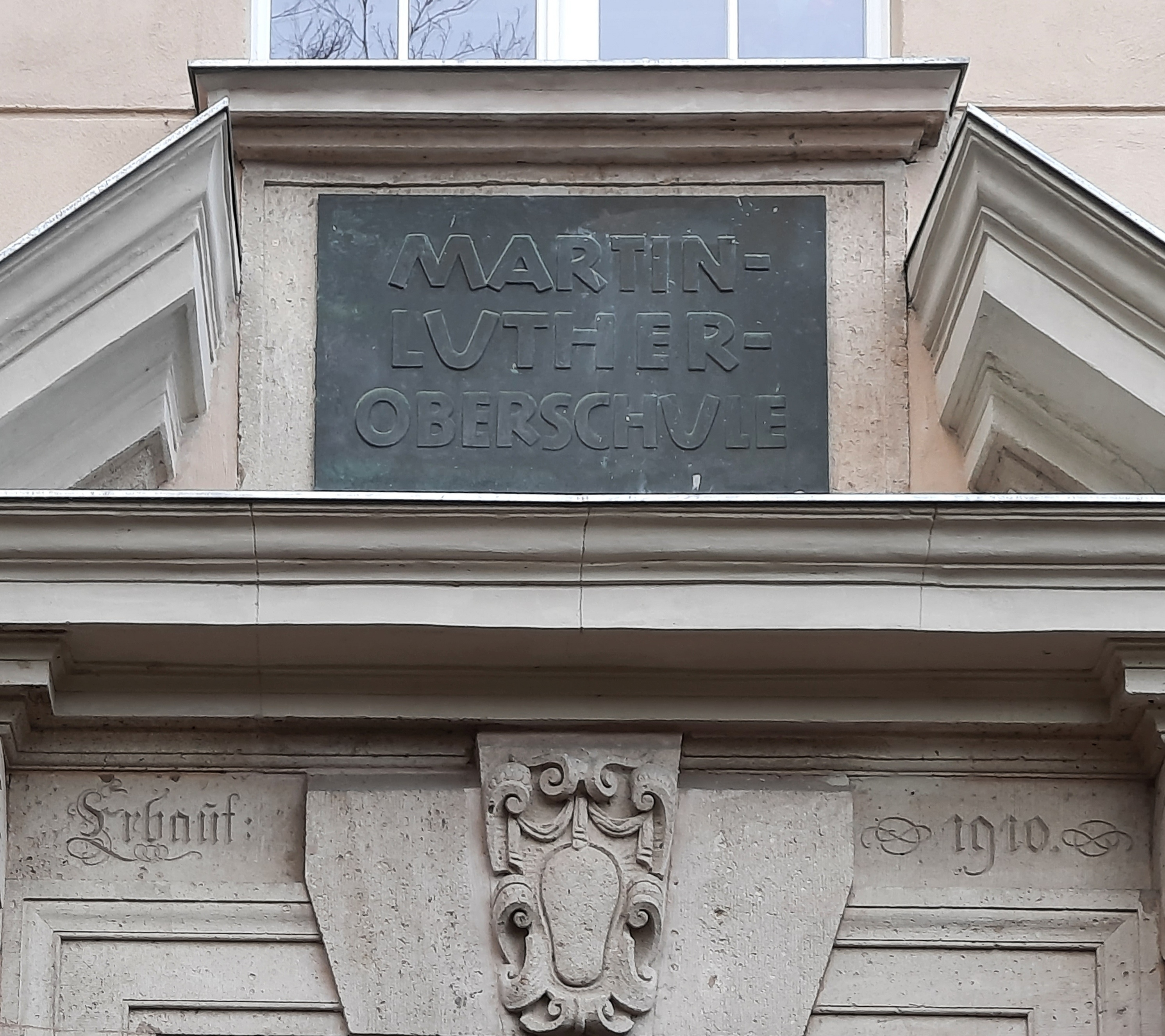
Inschriften über dem Eingang

Am 20. September 1948 erhält die Schule den Namen „Martin-Luther-Oberschule“. In ihr sind seit 1946 das Städtische Lyzeum und die Klassen 8 bis 10 der Mittelschule aufgegangen. Beide Einrichtungen waren 1910 gegründet worden. Die Oberschule besteht nur noch aus den Klassen 9 bis 12. Jede Stufe besitzt drei Züge: einen neusprachlichen (A-Klasse), einen mathematisch-naturwissenschaftlichen (B-Klassen) und bis 1953 einen altsprachlichen Zug (C-Klasse). Oberschullehrer werden den Grundschullehrern gleichgestellt und verlieren die Titel wie Studienrat und das Beamtenverhältnis. Russisch wird erste Fremdsprache. Aber auch Latein behält in der Oberschule noch für Jahre seinen hohen Stellenwert, nicht jedoch Englisch, das in den B-Klassen nicht mehr auf dem Lehrplan steht.
Der Unterricht wird zunehmend ideologisiert. 1952 druckt die Freiheit, das Organ der SED in Halle (Saale), Teile der Rede des Direktors zu Schuljahreseröffnung ab. Darin heißt es: Die Verwirklichung des Sozialismus (verlangt) von der Schule, ihren Lehrern und Schülern: Gemeinsame, zielbewußte Arbeit an der Entwicklung der Kenntnisse und Fähigkeiten und sittlichen Eigenschaften der heranwachsenden Jugend im Dienste des sozialistischen Aufbaus und der hingebenden, zu allem bereiten Liebe zur Heimat. Am 7. Mai 1953 verliest der Vorsitzende des Elternbeirats eine Protestresolution gegen das „kriegshetzerische Treiben der illegalen Organisation Junge Gemeinde“ und fordert ihr Verbot. Gegen diese Entschließung stimmen Angehörige von Pfarrern und einige Eltern. Es bleibt aber nicht nur bei Worten. Wenige Tage später werden vier Schüler wegen „fehlender positiver Einstellung“ von der Schule verwiesen. Parteikonform führt auch Hans Hinze (1891–1988) vom Oktober 1953 bis August 1962 die Schule als Direktor, der – musisch begabt – selbst 1911 am Luthergymnasium die Reifeprüfung abgelegt hatte.

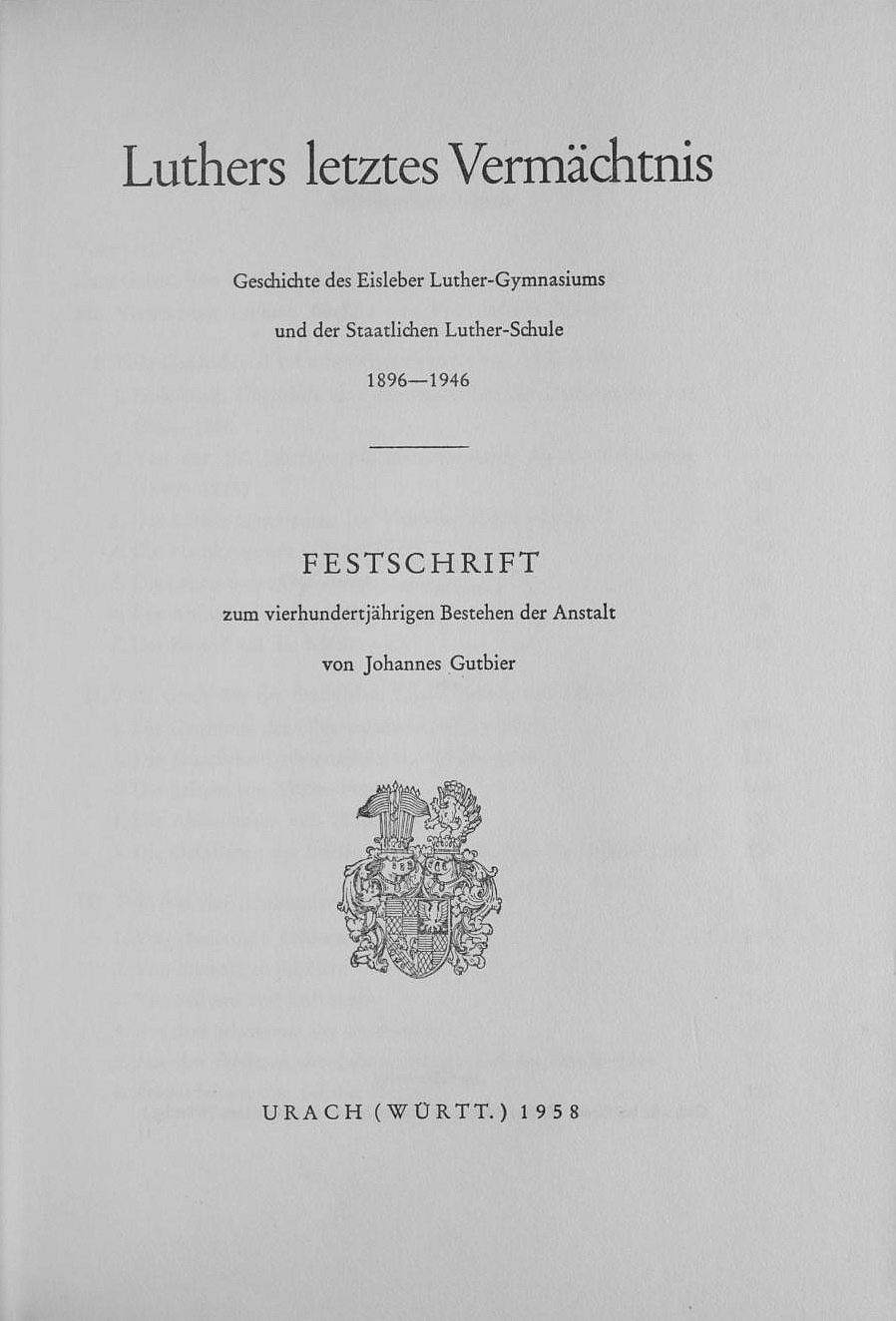
Titelblatt der Festschrift, geschrieben 1946, veröffentlicht 1958

Von 1946 bis zum Mauerbau 1961 verlassen mindestens 25 Lehrer aus politischen Gründen via Bundesrepublik die Schule. Einer von ihnen, Johannes Gutbier, lässt die für 1946 gedachte Festschrift Luthers letztes Vermächtnis – Geschichte des Eisleber Luther-Gymnasiums und der Staatlichen Luther-Schule; 1896  – 1946; Festschrift zum vierhundertjährigen Bestehen der Anstalt im Jahr 1958 in Urach/Württemberg drucken. Auf Initiative von Gutbier wird 1961 in der Bundesrepublik eine „Vereinigung ehemaliger Schüler und Freunde des Luthergymnasiums, der Staatlichen Lutherschule und der Martin-Luther-Oberschule zu Eisleben“ gegründet. Jährlich treffen sich „Ehemalige“ in Köln, Hamburg, Hannover, Westberlin und anderen Städten und geben ein Mitteilungsblatt heraus.

### EOS Eisleben
Mit dem „Gesetz über die sozialistische Entwicklung des Schulwesens in der Deutschen Demokratischen Republik“ vom 2. Dezember 1959 wird die bisherige „Oberschule“ durch die „Erweiterte Oberschule“ (Abkürzung EOS) abgelöst. Im April 1963 erhält die Schule offiziell den Status einer „Erweiterten Oberschule“. Etwa seit diesem Zeitpunkt ist der Besuch der EOS für einige Jahre mit einer Berufsausbildung gekoppelt. Ab April 1965 wird die Schule nur noch mit dem Kürzel „EOS“ bezeichnet, um den Namen Luther zu vermeiden.
Mit dem Schuljahr 1981/82 beginnt der Übergang zu einer nur noch zweijährigen Abiturstufe. Das hat zur Folge, dass es an der EOS keine Klasse 9 mehr gibt. Einige Lehrer werden an eine Polytechnische Oberschule versetzt. Im Schuljahr darauf werden nur noch Schüler der Klassen 11 und 12 in der Schule unterrichtet.
Der erste Genosse des Staates entdeckt den prestigeträchtigen Luther vor dessen 500. Geburtstag für sich: Erich Honecker wird der Vorsitzende im staatlichen Lutherkomitee. Deshalb darf auch die EOS Eisleben im Jahr 1983 ihren Schulgründer Martin Luther mit einem eigens für diesen Anlass von einem Musiklehrer der Schule vertonten Luther-Poem, einer Ausstellung und einer kupfernen Gedenktafel gegenüber dem Aulaeingang ehren.

### Martin-Luther-Gymnasium

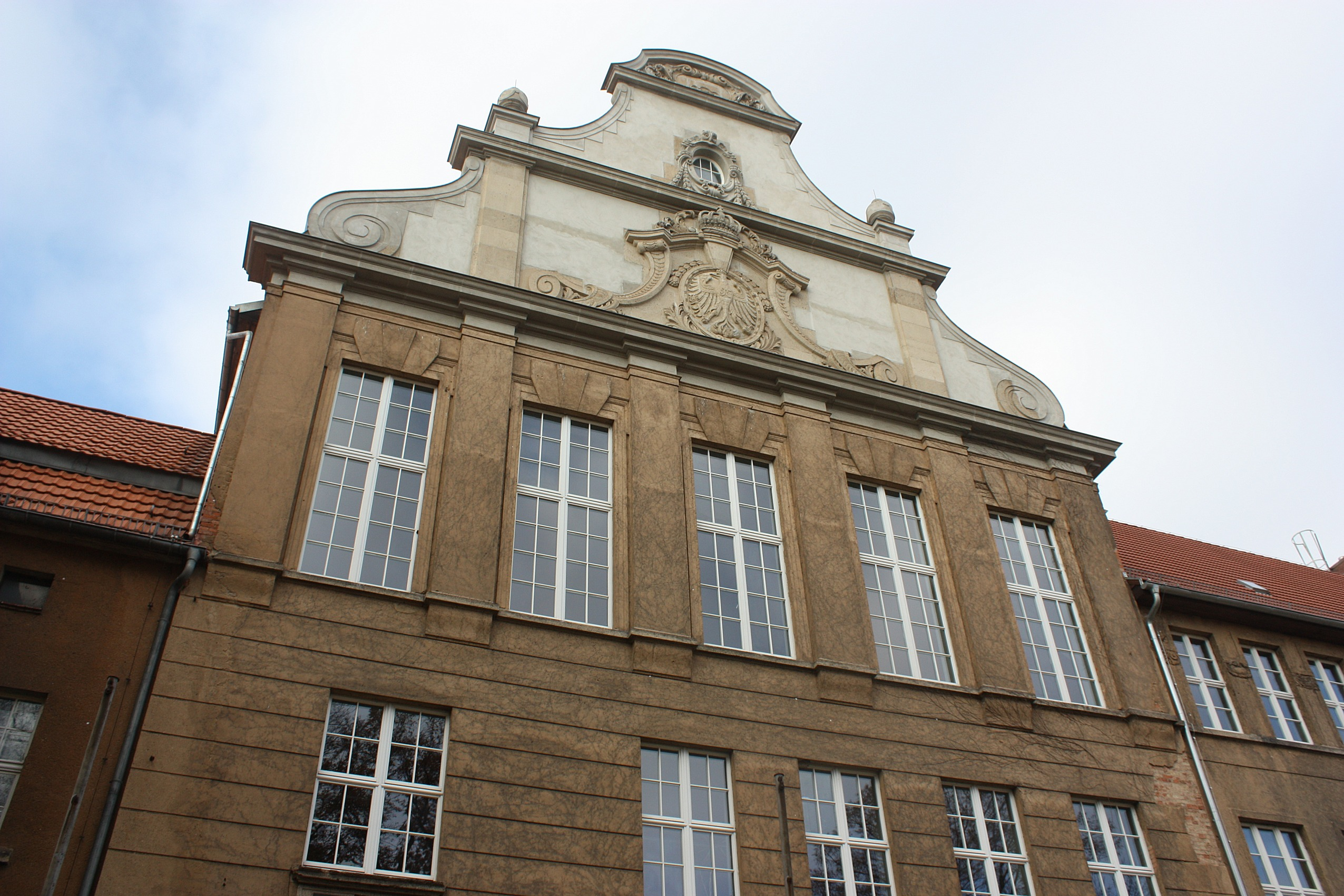
Giebel des Schulgebäudes von 1911 im Jahr 2012

Nach der Wende und friedlichen Revolution in der DDR wird auf einer Gesamtlehrerkonferenz am 24. Januar 1991 die künftige Schulkonzeption im Kreis Eisleben erörtert. Neben Grund- und Sekundarschulen werden drei Gymnasien und ein Fachgymnasium eingerichtet, das Martin-Luther-Gymnasium, ein zweites Stadtgymnasium an der Bergmannsallee, ein Gymnasium in Benndorf und das Fachgymnasium der ehemaligen Betriebsberufsschulen. Zu diesem Zeitpunkt wird zum ersten Mal der neue Name „Martin-Luther-Gymnasium“ in der Schulchronik genannt. Die Klassen 5 bis 10 werden künftig dreizügig, die Klassen 11 und 12 vierzügig sein. Das Fach Staatsbürgerkunde wird durch das Fach Sozialkunde ersetzt werden. Zu Beginn des Schuljahres 1991/1992 zählt das Martin-Luther-Gymnasium 29 Klassen. Seit diesem Schuljahr werden die Noten 1 bis 6 erteilt. Am 19. November 1991 geloben alle Lehrer, die Dienstobliegenheiten gewissenhaft zu erfüllen und das Grundgesetz sowie alle Gesetze der Bundesrepublik zu achten. Damit wird an der Schule die vierte politische Wende innerhalb des 20. Jahrhunderts nach 1918, 1933 und 1945 besiegelt. Am 1. Januar 1992 geht das Martin-Luther-Gymnasium in die Trägerschaft des Landkreises Eisleben über. Im Schuljahr 1993/94 beginnt der Unterricht an der Schule erstmals mit der für ein Gymnasium vollständigen Jahrgangszahl von der 5. bis zur 12. Klasse.
In den Jahren 2003 bzw. 2006 werden das Gymnasium an der Bergmannsallee sowie das Gottfried-August-Bürger-Gymnasium in Benndorf dem Martin-Luther-Gymnasium (wieder) angegliedert. Aufgrund der daraus resultierenden hohen Schülerzahlen werden im Gebäude der ehemaligen Ingenieurschule, in dem heute auch das Fachgymnasium Technik / Wirtschaft untergebracht ist, zusätzliche Kapazitäten für die Klassenstufen neun bis zwölf geschaffen.

## Schulprofil
Als allgemeinbildendes Gymnasium bietet das „MLG“ ein breites Fächerspektrum an. Dazu gehören neben den traditionellen Haupt- und Nebenfächern insbesondere im sprachlich-literarisch-künstlerischen Bereich Latein, Altgriechisch und Italienisch, im mathematisch-naturwissenschaftlich-technischen Bereich Informatik sowie im gesellschaftswissenschaftlichen Bereich Wirtschaftslehre und Philosophie. Früher gab es auch Psychologie und Rechtskunde. Außerdem gibt es einige Arbeitsgemeinschaften, wie etwa einen Schulchor, ein Doppelquartett und eine Theatergruppe. In den sportlichen Bereichen gibt es etwas mehr Arbeitsgemeinschaften wie etwa einen Judokurs oder eine Floorball-AG.

## Persönlichkeiten

### Lehrer
- Friedrich Wilhelm Genthe (1805–1866), Lehrer von 1830 bis 1866, Schriftsteller

### Schüler
- Bruno Beccerus (1582–1609), deutscher Pädagoge und Logiker, Reifeprüfung 1601
- Johann Aretin August Eggert († 1836), preußischer Bergbeamter, Schüler 1782
- Ludwig Ehrlich (1813–1884), deutscher Parlamentarier und evangelischer Pastor, Reifeprüfung 1835
- Hermann Genthe (1838–1886), deutscher klassischer Philologe, Prähistoriker und Gymnasiallehrer, Schüler von 1846 bis 1855
- Ludwig Geyer (1779–1821), Porträtmaler, Schriftsteller und Schauspieler, Stiefvater von Richard Wagner, Schüler um 1794
- Rudolf von Gneist (1816–1895), preußischer Jurist und Politiker, Schüler von 1826 bis 1833

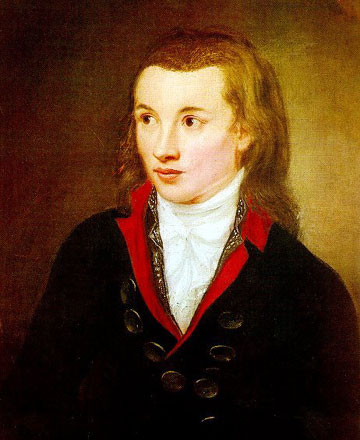
Novalis

- Friedrich von Hardenberg (alias Novalis) (1772–1801), Schriftsteller, Philosoph und Bergbauingenieur, 1790 Schüler der Prima
- Carl Wilhelm Ernst Heimbach (1765–1801), Pädagoge, Schüler von 1778 bis 1781
- Ludwig Heise (1815–1882), deutscher Verwaltungs- und Ministerialbeamter, Parlamentarier und Unternehmer, Reifeprüfung um 1845
- Walter Hertel (1898–1983), deutscher Offizier, zuletzt Generalingenieur der Luftwaffe (Wehrmacht), Reifeprüfung 1916
- Walter Hoffmann (1891–1972), Volkswirt und Hochschullehrer, Reifeprüfung 1910
- Karl Dietrich Hüllmann (1765–1846), deutscher Historiker und Hochschullehrer, Schüler um 1780
- Richard Jecht (1858–1945), Historiker und Archivar, Schüler von 1868 bis 1877
- Christoph Keyling (1599–1666), deutscher Mediziner, Schüler um 1614
- Moritz Knobloch (1851–1923), Bürgermeister von Sangerhausen, Schüler um 1866
- Carl Friedrich August Koch (1820–1890), deutscher Jurist und Versicherungsunternehmer, Reifeprüfung 1838

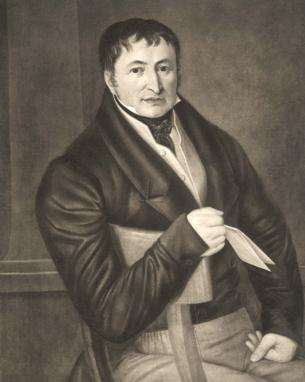
Friedrich Koenig, der Erfinder der Buchdruckschnellpresse

- Friedrich Koenig (1774–1833), Buchdrucker und Maschinenbauingenieur, Schüler von 1783 bis 1790
- Robert Mackrodt (1847–unbekannt), Altphilologe und Gymnasiallehrer, Schüler um 1860
- Karl Martin (1877–1974), Jurist und zur Zeit des Nationalsozialismus Präsident des Oberlandesgerichts Kiel, Reifeprüfung um 1895
- Traugott Wilhelm le Petit (1748–1800), deutscher Jurist, Reifeprüfung 1765
- Friedrich August Quenstedt (1809–1889), deutscher Geologe, Paläontologe, Mineraloge und Kristallograph, Schüler von 1823 bis 1830
- Karl Heinrich Schellbach (1805–1892), Mathematiker, einer der Begründer der Variationsrechnung, und Schulmann, Reifeprüfung 1825
- Christian von Schlözer (1774–1832), Staatsrechtler, Schüler um 1790
- Karl Ferdinand Schmid (1750–1809), Jurist und Dichter, Schüler um 1865
- Johann Friedrich Heinrich Schwabe (1779–1834), Mineraloge, evangelischer Pfarrer und Abgeordneter, Schüler 1792–1796
- Moritz Trautmann (1842–1920), deutscher Anglist und Hochschullehrer, Reifeprüfung um 1863
- Elke Seel-Viandon (alias Claire Vernay) (* 1943), freie Schriftstellerin und Juristin, Schülerin von 1957 bis 1961

## Trivia

### Schüler wissen fast nichts
Die älteste Regel zur Beurtheilung der Sitten der Schüler und ihren „Vorgehungen“ ist in den ausführlichen Vorschriften der Schulordnung von 1570 enthalten. Sie ist weitgehend auch in die Schulgesetze von 1676 übernommen worden. So hat zum Beispiel der Schüler nach Verstoß gegen die Schulgesetze die Wahl zwischen Geldstrafe und Schlägen, wobei „die Wohlhabenden jene gemeinhin vorzogen, die Armen aber mit dem Leibe büssen mussten.“
Fast zeitlos erscheint uns eine „Vorstellung“ (Klage) der Petrigemeinde an das Cons. (Konsistorium) vom 25. April 1607 über die Schüler des Gymnasiums: „Denn die Schüler mehrenteils fast nichts wissen, wie sie sich ungehorsam, hoffärtig, widerspenstig und leichtfertig genugsam erzeigen wollen: sintemal ihnen Mancher die Gedanken machet: weil er in seinen ausgestrichenen krausen Haaren, weiten Schlotterhosen, grossen Quasten auf den Schuhen und spanischem Dolche einhertritt, er nicht der Geringste, sondern Jedermann auf denselben sehen und nach ihm richten muss.“

### Eine kurze, nachhaltige Gastrolle am Gymnasium
Der gute Ruf von Rektor Christian David Janis über Eisleben hinaus veranlasst den Salinendirektor Erasmus von Hardenberg in Weißenfels, seinen in Oberwiederstedt bei Hettstedt geborenen Sohn Friedrich aufs Gymnasium nach Eisleben zu schicken. Friedrich von Hardenberg wird am 17. Juni 1790 in die Prima und wahrscheinlich auch im Haus der Familie Janis aufgenommen. Es ist aus dieser Zeit ein Gedicht erhalten, das Hardenberg der Tochter des Rektors ins Stammbuch geschrieben hat:
An Auguste Janis

Eisleben, am 5. August 1790

Vergnügt zu sein, ist keine große Kunst,

Dazu ist nicht Genie und Fleiß vonnöten,

Dem Bauersmann verleihts der Götter Gunst

Gar oft, und traurig seufzen Majestäten.

(…)

Auch Dir, o Freundin, sei die Kunst verliehn,

Vergnügt zu sein; an einem seidnen Fädchen

Hängt nur das Leben, und drei lose Mädchen

Kann böse Laune öfters überziehn.

Und mähe jede Garbe, die gereift,

Vergiß nicht den Penaten auch und koste

Den Becher lang und den von reinem Moste

Manch Tröpfchen der Genügsamkeit geträuft.

Zum Andenken Ihres Freundes schrieb dies aus voller Seele

Friedrich von Hardenberg
Die Worte „an einem seidnen Fädchen / Hängt nur das Leben“ bewahrheiten sich leider am 5. Oktober 1790, als Rektor Janis stirbt. Noch im selben Monat verlässt Hardenberg Eisleben, um an der Universität Jena Jura zu studieren. Die Eisleber rechnen es sich bis heute zur Ehre an, dass Novalis in ihrer Stadt Schüler war. Entsprechend häufig wird dieser Fakt erwähnt, was auch den Nachruhm des Dichters mehrt. Dass er sich nur vier Monate in Eisleben aufgehalten hat, wird meist verschwiegen.